# Wolutengah
Wolutengah is een bestuurslaag in het regentschap Tuban van de provincie Oost-Java, Indonesië. Wolutengah telt 4845 inwoners (volkstelling 2010).